# 第32回ロンドン映画批評家協会賞
第32回ロンドン映画批評家協会賞は、2011年の映画を対象とした賞であり、2012年1月19日に発表された。候補は2011年12月20日に発表された。

## 候補一覧

### 作品賞
- 『アーティスト』
  - 『ドライヴ』
  - 『別離』
  - 『裏切りのサーカス』
  - 『ツリー・オブ・ライフ』

### 英国作品賞
- 『少年は残酷な弓を射る』
  - 『ザ・ガード〜西部の相棒〜』
  - 『キル・リスト』
  - 『SHAME -シェイム-』
  - 『裏切りのサーカス』

### 外国語映画賞
- 『別離』 •  イラン
  - 『ミステリーズ 運命のリスボン』 •  ポルトガル
  - 『ポエトリー アグネスの詩』 •  韓国
  - 『四つのいのち』 •  イタリア
  - 『私が、生きる肌』 •  スペイン

### ドキュメンタリー賞
- 『アイルトン・セナ 〜音速の彼方へ』
  - 『世界最古の洞窟壁画 3D 忘れられた夢の記憶』
  - Dreams of a Life
  - 『Pina/ピナ・バウシュ 踊り続けるいのち』
  - 『プロジェクト・ニム』

### 監督賞
- ミシェル・アザナヴィシウス - 『アーティスト』
  - アスガル・ファルハーディー - 『別離』
  - テレンス・マリック - 『ツリー・オブ・ライフ』
  - リン・ラムジー - 『少年は残酷な弓を射る』
  - ニコラス・ウィンディング・レフン - 『ドライヴ』

### 脚本賞
- アスガル・ファルハーディー - 『別離』
  - ミシェル・アザナヴィシウス - 『アーティスト』
  - アレクサンダー・ペイン、ナット・ファクソン、ジム・ラッシュ - 『ファミリー・ツリー』
  - ケネス・ロナーガン - 『マーガレット』
  - ブリジット・オコナー、ピーター・ストローハン - 『裏切りのサーカス』

### ブレイクスルー英国映画作家賞
- アンドリュー・ヘイ - 『ウィークエンド』
  - リチャード・アイオアディ - 『サブマリン』
  - パディ・コンシダイン - 『思秋期』
  - ジョー・コーニッシュ - 『アタック・ザ・ブロック』
  - ジョン・マイケル・マクドナー - 『ザ・ガード〜西部の相棒〜』

### 主演男優賞
- ジャン・デュジャルダン - 『アーティスト』
  - ジョージ・クルーニー - 『ファミリー・ツリー』
  - マイケル・ファスベンダー - 『SHAME -シェイム-』
  - ライアン・ゴズリング - 『ドライヴ』
  - ゲイリー・オールドマン - 『裏切りのサーカス』

### 主演女優賞
- アンナ・パキン - 『マーガレット』
- メリル・ストリープ - 『マーガレット・サッチャー 鉄の女の涙』
  - キルスティン・ダンスト - 『メランコリア』
  - ティルダ・スウィントン - 『少年は残酷な弓を射る』
  - ミシェル・ウィリアムズ - 『マリリン 7日間の恋』

### 助演男優賞
- ケネス・ブラナー - 『マリリン 7日間の恋』
  - サイモン・ラッセル・ビール - 『愛情は深い海の如く』
  - アルバート・ブルックス - 『ドライヴ』
  - クリストファー・プラマー - 『人生はビギナーズ』
  - マイケル・スマイリー - 『キル・リスト』

### 助演女優賞
- サレー・バヤト - 『別離』
  - ジェシカ・チャステイン - 『ヘルプ 〜心がつなぐストーリー〜』
  - ヴァネッサ・レッドグレイヴ - 『英雄の証明』
  - オクタヴィア・スペンサー - 『ヘルプ 〜心がつなぐストーリー〜』
  - ジャッキー・ウィーヴァー - 『アニマル・キングダム』

### 英国男優賞
- マイケル・ファスベンダー - 『危険なメソッド』、『SHAME -シェイム-』
  - トム・カレン - 『ウィークエンド』
  - ブレンダン・グリーソン - 『ザ・ガード〜西部の相棒〜』
  - ピーター・マラン - 『思秋期』、『戦火の馬』
  - ゲイリー・オールドマン - 『裏切りのサーカス』

### 英国女優賞
- オリヴィア・コールマン - 『マーガレット・サッチャー 鉄の女の涙』、『思秋期』
  - キャリー・マリガン - 『ドライヴ』、『SHAME -シェイム-』
  - ヴァネッサ・レッドグレイヴ - 『もうひとりのシェイクスピア』、『英雄の証明』
  - ティルダ・スウィントン - 『少年は残酷な弓を射る』
  - レイチェル・ワイズ - 『愛情は深い海の如く』

### 英国若手俳優賞
- クレイグ・ロバーツ - 『サブマリン』
  - ジョン・ボヤーガ - 『アタック・ザ・ブロック』
  - ジェレミー・アーヴァイン - 『戦火の馬』
  - ヤスミン・ペイジ - 『サブマリン』
  - シアーシャ・ローナン - 『ハンナ』

### 技術貢献賞
- マリア・ジャーコヴィク（美術） - 『裏切りのサーカス』
  - マヌエル・アルベルト・クラロ（撮影） - 『メランコリア』
  - ポール・デイヴィス（録音） - 『少年は残酷な弓を射る』
  - ダンテ・フェレッティ（美術） - 『ヒューゴの不思議な発明』
  - アルベルト・イグレシアス（作曲） - 『私が、生きる肌』
  - グレッガーズ・ソール、クリス・キング（編集） - 『アイルトン・セナ 〜音速の彼方へ』
  - ジョー・レッテリ（視覚効果） - 『猿の惑星: 創世記』
  - クリフ・マルティネス（作曲） - 『ドライヴ』
  - ロバート・リチャードソン（撮影） - 『ヒューゴの不思議な発明』
  - ロビー・ライアン（撮影） - Wuthering Heights

### Excellence in Film
- ニコラス・ローグ